# 소고구려
소고구려(小高句麗, 존속 기간: ?~?년)는 고구려 유민들이 랴오둥반도에 설립한 것으로 추정되는 고대 왕국이다. 역사서에는 고려(高麗)로 기록되어 있으나, 왕건이 세운 고려와 구별하기 위해 편의상 소고구려라고 부른다. 덧붙여서 소고구려의 관한 기록은 818년, 당회요에 고려국에서 사신을 보내고 악공을 바쳤다는 기록 같은 극히 단편적인 기록 뿐이고, 국가의 성립 배경과 과정, 국가의 구조나 성격 등에 대한 기록은 전혀 없기 때문에 소고구려가 세워진 시기와 과정에 대해서는 알 수 없다. 안사의 난의 여파로 당나라가 요동 지역에 대한 지배권을 상실하자, 요동 지역에 머물던 고구려 유민들이 세력을 결집하여 독자적인 국가를 형성했다는 설과, 당나라에서 걸걸중상과 대조영 세력 및 그 후신인 발해를 경계하기 위하여 고덕무를 요동군공으로 봉하고 세운 괴뢰국이라는 설, 발해의 제후국이었다는 설(고려후국 설) 등 각종 설만 난무할 뿐이다. 멸망 시기도 820년대에 발해 선왕에게 병합당해 멸망했다는 설이 있지만 관련 기록이 없기 때문에 정확한 멸망 시기는 알 수 없다.

## 인물
흥덕왕 시절에 당나라에서 불경을 가지고 통일신라에 온 승려 구덕(丘德)이 소고구려의 승려라는 설이 있다. 『삼국사기』와 『삼국유사』에 의하면, 고구려 승려 구덕이 당나라에 갔다가 불경을 가지고 통일신라에 왔는데, 이때 흥덕왕이 여러 사찰의 승려를 소집하여 나아가 그를 맞이했다고 한다.

## 같이 보기
- 고구려
- 발해
- 안동도호부
- 고덕무